# Arif Məlikov

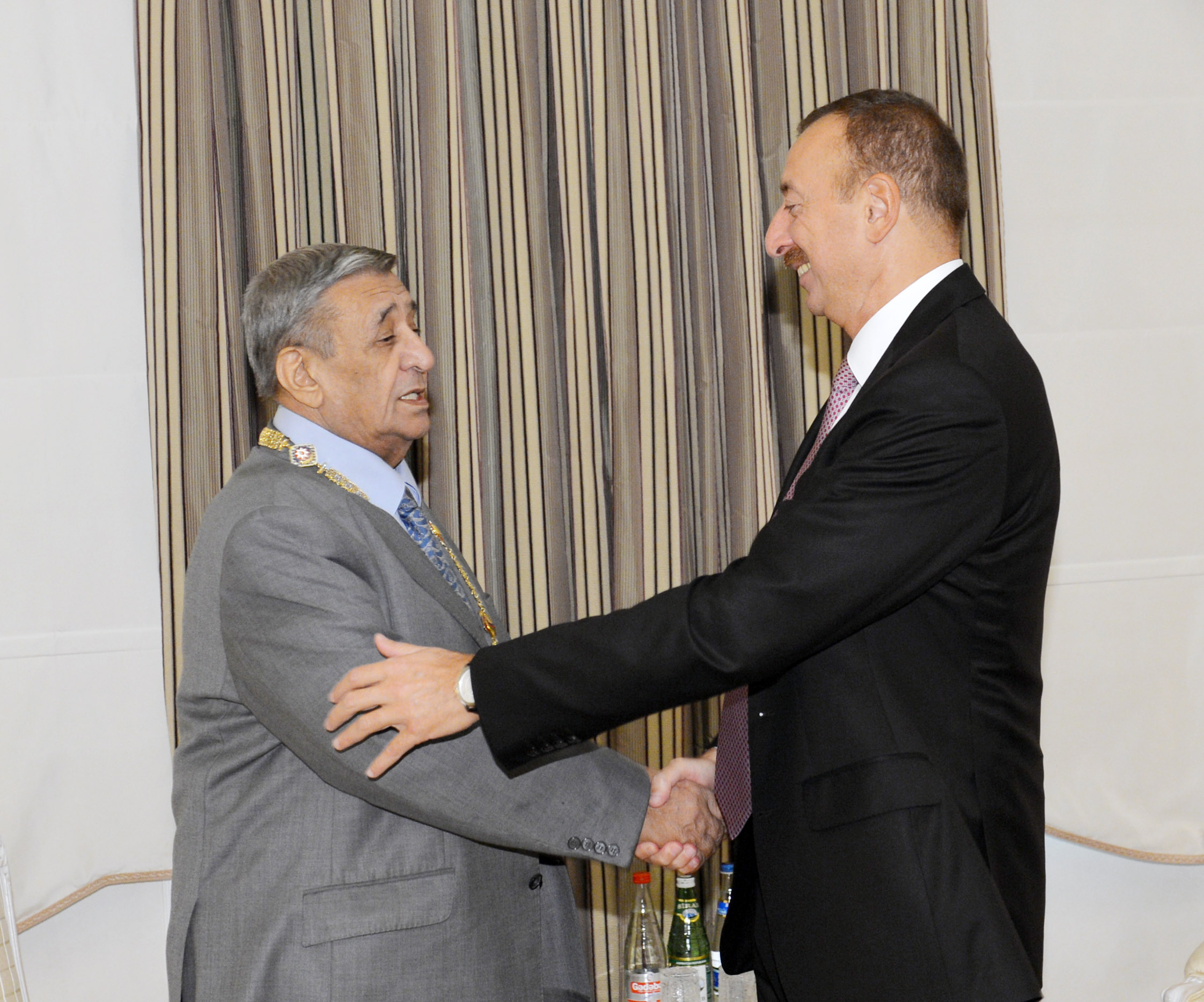
Arif Məlikov con il presidente azero İlham Əliyev.

Arif Məlikov (Baku, 13 settembre 1933 – Baku, 9 maggio 2019) è stato un compositore azero.

## Biografia
Diplomatosi al conservatorio di Baku nel 1958 come compositore di musica, Məlikov raggiunse la fama nel 1961 quando la sua prima maggiore composizione "Leggenda d'amore" venne musicata al Teatro Mariinskij di Leningrado, ricevendo acclamazione nazionale. Il balletto è stato rappresentato in diversi paesi d'Europa ed è stato considerato come una delle migliori opere provenienti dall'ex Unione Sovietica. Il balletto "Leggenda d'amore", si basa sulla leggenda Khosrow e Shirin, storia di un amore irrequieto resa immortale dal poeta turco Nazım Hikmet. Scrisse, inoltre, per un gran numero di film ed ebbe dimestichezza con tutti i generi di composizione musicale.
Məlikov fu premiato con la massima onorificenze sovietica diventando Artista del popolo dell'Unione Sovietica. La sala concerti dell'Università Bilkent, in Turchia, porta il suo nome. Nel 2012, ha ricevuto la laurea honoris causa dall'Università Khazar.
Dopo l'indipendenza dell'Azerbaigian dall'URSS (1991), Məlikov si stabilì a Baku, dove insegnò musica al conservatorio.